# Jestetter Zipfel

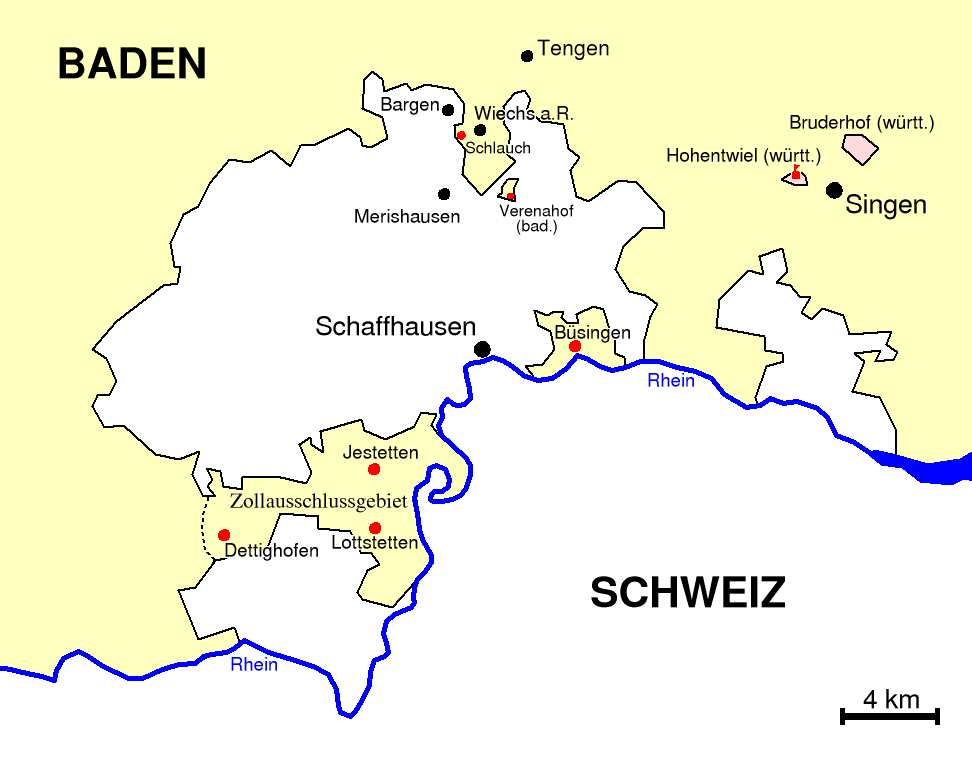
Deutsch-schweizerische Grenze bei Schaffhausen um 1900

Der Jestetter Zipfel ist eine kleine Region in Südwestdeutschland. Ein deutscher Gebietsstreifen ragt zwischen die Schweizer Kantone Zürich und Schaffhausen und besteht aus dem Gebiet der drei Gemeinden Lottstetten, Jestetten und Dettighofen in Baden-Württemberg.

## Lage
Das Gebiet befindet sich in einer Region, die auf einer Länge von 55 Kilometern von der Grenze zur Schweiz umschlossen ist und vom Fahrzeugverkehr von Deutschland aus nur über eine einzige Landesstraße direkt zu erreichen ist. Eine weitere direkte Straßenverbindung führt über Schweizer Hoheitsgebiet durch das Wangental. Wichtigste Verkehrsader bildet die davor durch Schweizer Staatsgebiet unterbrochene Bundesstraße 27.

### Gemeinden
Zur Gemeinde Jestetten mit der früher selbstständigen Gemeinde Altenburg gehören insgesamt neun Dörfer, Höfe und Häuser und die abgegangene Edenburg.
Zur Gemeinde Lottstetten gehören die Dörfer Lottstetten, Balm und Nack, der Weiler Dietenberg, das Gehöft Hardtweghöfe und die Häuser Lottstetten-Landstraße, Zollamt und Nacker Mühle. Im Gemeindegebiet liegen die Wüstungen Blitzberg und Gaißberg.
Zur Gemeinde Dettighofen gehören seit dem 1. Januar 1974 neben dem Ort Dettighofen die durch die Gemeindereform angeschlossenen Ortschaften Baltersweil und Berwangen. In Dettighofen im Gebietsstand von 1973 liegt die Wüstung Haslermühle. Über ihre genaue Lage ist nichts bekannt.

## Geschichte
Beim heutigen Ortsteil Balm lag die gleichnamige mittelalterliche Burg Balm, die hier lange das Hochrheintal kontrollierte. Auf der Burg wohnte bis zur Zerstörung der Burg durch die Schaffhauser die Familie des Hermann von Sulz aus dem Geschlecht der Grafen von Sulz.
Im Dreißigjährigen Krieg war Lottstetten Schauplatz eines Gefechts, das die Verheerung des Landes auslöste:

„Bei einem Gefecht am 7. Mai 1633 bei Lottstetten zwischen einer 300 Mann starken französischen Reiterabteilung, die unter schwedischen Fahnen diente, und Klettgauer Bauern wurden von den etwa 600 Bauern 150 niedergemacht, ein großer Teil gefangengenommen und die andern in die Flucht gejagt. Der damalige Lottstetter Pfarrer hat die dramatischen Ereignisse in einem Bericht im Kirchenbuch festgehalten. Aus Rache für den Angriff der Bauern ließ Oberst Villefranche am 8. Mai 1633 Lottstetten niederbrennen‚ und zwar in so kurzer Zeit, daß in einer und in einer zweiten Stunde alles brannte. In den folgenden Tagen wurden Jestetten, Erzingen, Grießen und fast alle Klettgaudörfer ausgeplündert, Häuser angezündet und die Bevölkerung geschunden.“

Der Jestetter Zipfel entstand Mitte des 17. Jahrhunderts, als die Grafen von Sulz Teile der Landgrafschaft Klettgau verkauften, und zwar den weiter nördlich gelegenen Oberen Klettgau an Schaffhausen und das südlich gelegene Rafzerfeld an Zürich.

### 19. Jahrhundert
Im Jahre 1806 wurde die verbliebene Landgrafschaft badisch. In außenwirtschaftlicher Hinsicht praktizierte Baden zunächst den Freihandel. Dies änderte sich 1835, als es dem Deutschen Zollverein beitrat. Die dadurch entstehende Zollgrenze brachte den Bewohnern des Jestetter Zipfels erhebliche wirtschaftliche Schwierigkeiten; die lange Grenzlinie war darüber hinaus kaum zu überwachen.
Dem wurde abgeholfen, indem per Dekret vom 30. Juli 1840 der Jestetter Zipfel mit den Gemeinden Jestetten, Lottstetten und Dettighofen zum Zollausschlussgebiet erklärt wurde, was die zu überwachende Grenze von 55 auf 6 Kilometer verkürzte. Diese Regelung, die bis 1935 Bestand hatte, bescherte den Bewohnern des Gebiets einen bescheidenen Wohlstand, konnten sie ihre Produkte doch in Baden bzw. im Deutschen Reich und der Schweiz zollfrei anbieten. Der zeitweise aufkommende Schmuggel war nicht nur durch Notzeiten bedingt. Benzin war günstiger als in der Schweiz und im Rest von Deutschland, und entlang den Hauptstraßen öffneten zahlreiche Tankstellen, die zollfreien Treibstoff abgaben.
Nach dem Ersten Weltkrieg strebten die Gemeinden des Jestetter Zipfels den Anschluss an die Schweiz an. Die badische Regierung lehnte dies rundweg ab. Sie war jedoch bereit, die beiden badischen Exklaven Verenahof und Büsingen am Hochrhein gegen ausreichenden Erlass mit der Schweiz auszutauschen.
Der Status als Zollausschlussgebiet wurde im Jahr 1935 aufgehoben.

### Kriegsende und Nachkriegszeit
Nach der Besetzung Südbadens am Ende des Zweiten Weltkriegs geriet auch das Gebiet in die Hand der Französischen Besatzungsmacht. Dem Kommandanten der 1. Armee, Jean de Lattre de Tassigny, war der Bereich in der Grenzziehung zu unübersichtlich. Er ließ ihn räumen. Am 14. Mai 1945 wurde die Bevölkerung zum Abmarsch aufgerufen, und am folgenden Tag waren fast alle Bewohner von Jestetten, Altenburg, Lottstetten und Nack auf dem Weg über Grießen in den Schwarzwald. Die Franzosen handelten aus militärischer Sicht. Es sollen sich noch versprengte deutsche Soldaten in den Wäldern an der Schweizer Grenze befunden haben, und auch Gerüchte um einen Gebietstausch mit der Schweiz waren im Umlauf. Der Zweite Weltkrieg war erst vor kurzer Zeit zu Ende gegangen, und auch die regulären deutschen Truppen hatten zu militärischen Zwecken Umsiedlungen vorgenommen. Ebenso war es in der französischen Armee üblich gewesen, Ortschaften von der Zivilbevölkerung zu räumen. Somit erregte das Vorgehen international und auch in der Schweiz kein besonderes Aufsehen. Die Akten des französischen Armeearchivs bezeichnen den Vorgang als rein militärische Maßnahme. Die von den Alliierten beschlossene Einrichtung eines fünf Kilometer breiten Sperrkorridors entlang der gesamten deutsch-schweizerischen Grenze war im Abschnitt des Jestetter Zipfels aufgrund dessen komplizierten Grenzverlaufs nicht realisierbar. Dieser wäre aber zur Erschwerung der Flucht von Kriegsverbrechern notwendig gewesen.
Zudem hatte die Alliierte Militärregierung im Gesetz Nr. 161 ein fünf Kilometer breites „Sperr-Grenzgebiet“ an den deutschen Grenzen angeordnet; damit waren auch viele Ortschaften entlang des Rheins und um den Kanton Schaffhausen in ihrer Existenz bedroht. Nicht zuletzt weil die durchziehenden Jestetter das eigene Schicksal vorführten, regte sich im Klettgau jedoch organisierter Widerstand. Über Verbindungen mit der Schweiz konnte die Angelegenheit über den Apostolischen Nuntius Roncalli, den späteren Papst Johannes XXIII., geregelt werden. Per Bescheid des Militärgouverneurs am 3. Juni 1945 wurden alle Ortschaften südlich des Wutachtals von der Anordnung verschont. 140 Bürger hatten in Erzingen vor dem Entscheid ein Gelübde zum Bau einer Kapelle gezeichnet.
Die Bevölkerung fand den Sommer 1945 über Unterkunft in verschiedenen Schwarzwalddörfern. Bis zum Herbst des Jahres 1945 waren die Einwohner der damals vier Ortschaften wieder in ihrer Heimat. Am 1. Januar 1973 wurde Altenburg eingemeindet.

## Verkehr

### Straßenverkehr
Die Bundesstraße 27 geht an den Grenzübergängen Neuhausen am Rheinfall und Rafz in die Schweizer Hauptstrasse 4 über und verbindet so Jestetten im Norden mit Schaffhausen und im Süden mit Zürich.

### Bahnverkehr

#### Geschichte
Da die damals eröffnete Rheinfallbahn von Schaffhausen über Winterthur nach Zürich vor allem als Gotthardzubringer nicht mehr den Bedürfnissen entsprach, beschloss die Schweizerische Nordostbahn den Bau einer direkteren Strecke. Da die neue Strecke bei Jestetten und Lottstetten über deutsches Gebiet führt, wurde am 21. Mai 1875 zwischen der Schweiz und dem Großherzogtum Baden ein Staatsvertrag abgeschlossen, welcher den Bau und den Betrieb dieser Strecke regelt.
Die Bahnstrecke Eglisau–Neuhausen ist der letzte Abschnitt der Eisenbahnstrecke Zürich–Bülach–Schaffhausen, welcher am 1. Juni 1897 von der Schweizerischen Nordostbahn (NOB) eröffnet wurde.
Seit 2002 ist der Bahnhof Jestetten nicht mehr besetzt.

#### Heutige Situation
Die Strecke führt zwischen Rafz und Neuhausen am Rheinfall über deutsches Staatsgebiet, unterliegt aber trotzdem den schweizerischen Bahnbetriebsvorschriften und dem Schweizer Binnentarif. Sie hat keine direkte Verbindung zum übrigen deutschen Eisenbahnnetz.
Auf der Strecke verkehrt ein InterCity Zürich–Singen–Stuttgart. Der Nahverkehr besteht aus einer Linie Uster–Zürich–Schaffhausen der S-Bahn Zürich und einer Linie Schaffhausen–Jestetten der S-Bahn Schaffhausen.
Die Bahnhöfe Jestetten und Lottstetten sind die einzigen beiden aktiven SBB-Bahnhöfen auf deutschem Staatsgebiet, nachdem der Bahnhof Altenburg-Rheinau Ende 2010 von den SBB geschlossen wurde.

### Schifffahrt
Die Rheinfähre Ellikon–Nack ist eine internationale Personenfähre am Hochrhein. Sie führt von Ellikon am Rhein, einem Ortsteil der Gemeinde Marthalen in der Schweiz, nach Nack, einem Ortsteil der Gemeinde Lottstetten in Deutschland. Die Fähre verkehrt nicht im Winter. Bis 1972 befand sich in Ellikon eine Zollabfertigungsstelle für die Passagiere der Fähre.
Die Fähre darf von Schweizer Zöllnern benutzt werden, um sich bewaffnet von Ellikon über deutsches Staatsgebiet nach dem rechtsrheinischen schweizerischen Rüdlingen zu begeben. Laut geltendem Völkerrecht dürfen als Fährleute «nur sachkundige, kräftige, dem Trunke nicht ergebene Männer mit normalen Gesichts- und Gehörorganen verwendet werden».
Die Fährverbindung ist in das Inventar historischer Verkehrswege der Schweiz aufgenommen worden.